# Incidentes de Leyla Express y Johnny Express
Los Incidentes de Leyla Express y Johnny Express ocurrieron en diciembre de 1971, los cargueros Leyla Express y Johnny Express fueron capturados por cañoneras cubanas. El Leyla Express fue detenido en aguas internacionales frente a las costas cubanas el 5 de diciembre y el Johnny Express fue interceptado por cañoneras cerca de la isla de Little Inagua en las Bahamas 10 días después. Algunos miembros de la tripulación del Johnny Express, incluido el capitán, resultaron heridos cuando las cañoneras dispararon contra su embarcación. Ambos cargueros portaban banderas de conveniencia panameñas, pero pertenecían a la corporación Bahama Lines, con sede en Miami. La empresa estaba dirigida por cuatro hermanos, exiliados cubanos que anteriormente habían estado involucrados en actividades dirigidas contra el gobierno de Fidel Castro. Cuba afirmó que ambas embarcaciones "estaban siendo utilizadas por la Agencia Central de Inteligencia para transportar armas, explosivos y personal a Cuba," y describió las embarcaciones como "dedicadas a la piratería". Cuba había sospechado la participación de uno de los barcos de Bahama Lines en el ataque al poblado de Samá que ocasionó 2 muertos, en la costa norte de la provincia de Oriente, unos meses antes. El gobierno estadounidense de Richard Nixon y las Bahama Lines negaron las acusaciones.
Cuba puso a la tripulación de ambos barcos bajo custodia panameña, pero anunció que José Villa Díaz, el capitán del Johnny Express, había confesado ser un agente de la CIA y sería juzgado. Estados Unidos pidió al gobierno panameño de Omar Torrijos Herrera negociar su liberación. Rómulo Escobar y Manuel Antonio Noriega viajaron a Cuba, donde negociaron la liberación de Villa bajo custodia panameña, a cambio de lo cual se presentaron cargos penales contra Villa en Panamá, aunque fue liberado sin ser condenado. El éxito de las negociaciones emprendidas por Noriega le sirvió más tarde para negociar con el gobierno estadounidense. Como consecuencia del incidente, Estados Unidos ordenó a todas sus fuerzas navales y aéreas en la región que acudieran en ayuda de cualquier barco que fuera atacado por buques cubanos. Una misión panameña que investigó el incidente concluyó, basándose en los registros de los barcos, que los barcos en realidad habían traído fuerzas insurgentes a territorio cubano y que las acusaciones del gobierno cubano al respecto eran precisas.

## Antecedentes

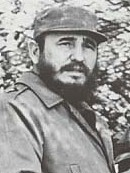
El gobierno de Fidel Castro fue blanco de ataques de los exiliados cubanos.

El Johnny Express y el Leyla Express eran dos cargueros con base en Miami que enarbolaban banderas de conveniencia panameñas. Eran propiedad de la corporación Bahama Lines, con sede en Miami, que también operaba otros cuatro cargueros. La corporación era propiedad de 4 hermanos de la familia Babún, quienes eran exiliados cubanos. El Miami Herald informó que los 4 habían estado involucrados en actividades dirigidas contra el gobierno de Fidel Castro, mientras que The New York Times escribió que los hermanos se oponían al gobierno de Castro y habían ayudado a acciones contra él. Entre los exiliados cubanos en Miami, se creía que Santiago Babún, uno de los hermanos, había sido agente de la Agencia Central de Inteligencia mientras estaba en Cuba. Según el periodista John Dinges, ambos cargueros estaban siendo utilizados por exiliados cubanos para lanzar ataques con ametralladoras contra objetivos del gobierno cubano. Al discutir la relación entre George H. W. Bush y Manuel Antonio Noriega en una biografía de Bush de 1997, el historiador Herbert Parmet declaró que los dos cargueros habían sido utilizados para lanzar ataques con lanchas rápidas contra el gobierno de Cuba.
El gobierno de Fidel Castro creía que una embarcación propiedad de uno de los hermanos fue la responsable del ataque al poblado de Samá, en la costa norte de la provincia de Oriente, en octubre de 1971, ocasionando 2 muertes. Las emisoras de radio cubanas habían informado que los atacantes habían huido en un "barco nodriza". El 15 de octubre, el Miami News informó que un portavoz de José Elías de la Torriente, un exiliado cubano, se había atribuido la responsabilidad del ataque en Samá. El portavoz dijo que el ataque había sido contra una base militar, y que era "sólo el comienzo" de sus planes para luchar contra el gobierno cubano. Según The New York Times, la información de que disponía sugería que embarcaciones propiedad de los hermanos Babún no participaron en el asalto a Samá. Varios meses antes de diciembre de 1971, se informó que Bahama Lines se había quejado al gobierno de Estados Unidos de que sus barcos estaban siendo seguidos por buques cubanos. La compañía declaró que la Guardia Costera de Estados Unidos había sido notificada de cada incidente, pero que la Guardia costera no había tomado ninguna medida.

## Incautaciones de buques
El 5 de diciembre de 1971, el Leyla Express fue detenido por buques del gobierno cubano en aguas internacionales frente a las costas de Cuba y escoltado hasta el puerto de Baracoa. El gobierno cubano declaró que el barco "estaba siendo utilizado para transportar armas y agentes de la Agencia Central de Inteligencia," y agregó que el Leyla Express "había sido utilizado para desembarcar explosivos, hombres y armas en costas cubanas tres veces en 1968 y 1969". El gobierno cubano calificó al buque de "barco pirata" y dijo que los 14 miembros de la tripulación del carguero enfrentarían cargos penales.
El 15 de diciembre de 1971, el Johnny Express fue atacado por una cañonera cubana, incautado y llevado a un puerto cubano. El ataque se produjo en aguas territoriales de las Bahamas, cerca de la isla Little Inagua. Según funcionarios de Bahama Lines, el carguero había salido de Puerto Príncipe en Haití el día anterior. En el momento de su captura, el Johnny Express se encontraba aproximadamente a 190 kilómetros de la costa cubana. El barco de 72 metros llevaba una tripulación de 11 personas: su capitán, José Villa Díaz, era ciudadano estadounidense naturalizado y había salido de Cuba como exiliado.
El Miami Herald informó que José Villa Díaz tuvo una conversación por radio de aproximadamente tres horas con la oficina de Bahama Lines, que comenzó aproximadamente a las 11:35 am del 15 de diciembre, cuando Villa habló por radio diciendo que estaba siendo seguido por una cañonera, en Ante lo cual había cambiado de rumbo hacia el norte. Luego informó que le habían ordenado que se elevara; la empresa afirmó que le había pedido a Villa que continuara su camino, porque se encontraba en aguas internacionales. A las 01:31 pm, Villa informó que la cañonera había abierto fuego, y que él mismo había resultado herido, añadiendo que "la cubierta [estaba] cubierta de sangre". The New York Times informó más tarde que las heridas de Villa eran graves. Siguieron más informes de disparos, incluidos disparos a la antena de radio y de la cañonera embistiendo al carguero. El informe final, a las 02.40 pm, indicaba que el carguero se estaba haciendo agua. Según la Guardia Costera de Estados Unidos, el ataque se llevó a cabo con una ametralladora. Un informe posterior, atribuido al Departamento de Estado de los Estados Unidos, afirmó que el Johnny Express estaba siendo remolcado a Cuba: un informe de enero de 1972 en el Miami News afirmó que el barco había sido escoltado a Baracoa, en lugar de remolcado. Los tripulantes heridos fueron transportados en la cañonera cubana a La Habana para recibir tratamiento.

## Reacciones, negociaciones y juicios
El gobierno de Fidel Castro calificó las acciones de ambos cargueros como "actos de piratería". Declaró que atacaría a los barcos piratas sin importar la distancia del barco a Cuba, o la bandera que llevaba el barco. Fidel Castro criticó el "desembarco de armas, la organización de bandas de mercenarios, la infiltración de espías, saboteadores, [y] lanzamientos de armas de todo tipo", y afirmó que el gobierno cubano se había visto obligado a gastar "sumas fabulosas" de dinero y recursos para combatir estos esfuerzos. Castro afirmó que ambos barcos habían sido utilizados en operaciones a Cuba de 1968 a 1970. También afirmó que José Villa Díaz había confesado ser un agente de la Agencia Central de Inteligencia y haber participado en operaciones contra el gobierno de Cuba entre 1964 a 1966, pero no acusó a Villa de Operaciones encubiertas sobre el Johnny Express. Castro afirmó que un carguero diferente, el Akuarias II, también registrado en Panamá, había participado en el ataque a Samá. Dijo que la captura del Leyla Express y del Johnny Express había sido provocada por la redada de Samá, y que "avisaron" al gobierno de Estados Unidos que necesitaba detener tales redadas.
Teófilo Babún, uno de los propietarios de Bahama Lines, negó que los barcos se dedicaran a la piratería y afirmó que se trataba de embarcaciones comerciales que no portaban armas. Los hermanos Babún afirmaron que el Johnny Express regresaba de Haití, donde había sido fletado, cuando el barco fue atacado. Un portavoz del Departamento de Estado de los Estados Unidos. también dijo que los buques no tenían conexión con el gobierno federal de los Estados Unidos y que no transportaban armas ni personal a Cuba. Un día después de la captura del Johnny Express, el gobierno de Estados Unidos respondió afirmando que tomaría "todas las medidas conforme al derecho internacional" para proteger los barcos en el Caribe, incluidos los de otras naciones, de los ataques cubanos. The New York Times informó que a las fuerzas navales y aéreas estadounidenses en el Caribe se les había ordenado apoyar cualquier barco atacado por Cuba. Poco después de la captura del Johnny Express, el gobierno federal de Estados Unidos confiscó el Akuarias II en Florida. Los líderes del exilio cubano fueron convocados por Matthew Smith, coordinador de Asuntos Cubanos en Miami para el Departamento de Estado, y les dijeron que el gobierno de los Estados Unidos aplicaría estrictamente su política contra las incursiones en Cuba por parte de los exiliados cubanos en los Estados Unidos.

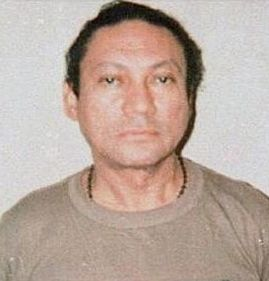
Manuel Antonio Noriega jugó un papel crucial en las negociaciones para la liberación de José Villa Díaz.

El presidente de los Estados Unidos Richard Nixon le dijo a Isabel, la esposa de José Villa Díaz, que haría todo lo posible para que su marido fuera liberado. Estados Unidos exigió a Cuba, a través de la embajada suiza en La Habana, que Villa fuera liberado; Cuba no respondió a la solicitud. A finales de diciembre, el gobierno panameño aceptó una invitación cubana para enviar una delegación a investigar y discutir el incidente. Cuba y Panamá no tenían relaciones diplomáticas en ese momento. La delegación de tres personas llegó a La Habana el 25 de diciembre. Estaba encabezada por Jorge Illueca, asesor jurídico del Ministerio de Relaciones Exteriores de Panamá. Sus otros miembros eran Rómulo Escobar, entonces rector de la Universidad de Panamá y Arlos Gonzales de Lastra, descrito como un experto en la marina mercante. Luego de negociaciones, la mayoría de los miembros de la tripulación de ambos barcos, más de veinte personas, fueron entregados al gobierno de Panamá el 27 de diciembre de 1971. A su regreso a los Estados Unidos, uno de El tripulante liberado afirmó que los interrogadores cubanos habían tratado de asustar a la tripulación para que admitieran que habían participado en el transporte de armas u hombres a Cuba.
José Villa Díaz permaneció bajo custodia cubana: se enfrentaba a un juicio tras haber confesado, según el gobierno cubano, ser agente de la Agencia Central de Inteligencia. Algunos otros tripulantes, que eran nacionales o ex residentes de Cuba, fueron retenidos con Villa. Jorge Illueca afirmó que Villa y otros dos detenidos en Cuba, José Torres y Pablo Gari, habían confesado haber participado en operaciones encubiertas. Un informe de United Press International llamó a Villa un "virtual rehén político". El gobierno federal de los Estados Unidos pidió a Omar Torrijos Herrera, dictador de Panamá, que enviara una misión a Cuba para mediar en el conflicto. Según Dinges, aproximadamente al mismo tiempo, se ordenó a la estación de la CIA en la Ciudad de Panamá que enviara a Manuel Antonio Noriega a la misión como emisario personal de Torrijos. La relación de Noriega con los servicios de inteligencia estadounidenses, que hasta entonces había sido caso por caso, se regularizó a mediados de 1970, poco después de que Noriega fuera ascendido a teniente coronel y recibiera el mando de la rama de inteligencia de la Guardia Nacional panameña. La misión formal a Cuba estuvo encabezada por Rómulo Escobar, un miembro comunista del gobierno de Omar Torrijos Herrera, pero Manuel Antonio Noriega lo acompañó.
Según William J. Jorden, un diplomático estadounidense y asistente del Consejo de Seguridad Nacional de los Estados Unidos que luego fue embajador del país en Panamá, fue la presencia de Noriega la que convenció al dictador cubano Fidel Castro de liberar a José Villa Díaz bajo custodia panameña. Parmet escribió que Noriega jugó un papel "importante, posiblemente decisivo" en las negociaciones. Durante las negociaciones, se informó de una "creciente afinidad" entre los dos gobiernos. Villa fue llevado a Panamá en febrero de 1973, donde, de acuerdo con el acuerdo con Castro, se presentaron cargos de espionaje contra Villa. La esposa de Villa pudo visitarlo en Panamá. En octubre de 1973, Villa fue condenado en un tribunal panameño por llevar a cabo operaciones contra Cuba utilizando un barco panameño. Villa negó los cargos. El tribunal afirmó que había admitido haber participado en tres "incursiones contrarrevolucionarias" contra Cuba, en barcos con otros capitanes. Los tripulantes del Johnny Express testificaron sobre su uso en operaciones contra el gobierno de Cuba. Villa fue sentenciado a 16 meses de prisión, pero fue puesto en libertad inmediatamente porque ya había estado detenido por un período más largo. Villa regresó a Miami ese mismo mes, después de 14 meses de prisión en Cuba y otros ocho en Panamá. John Dinges describió la demora antes de su liberación y regreso a los Estados Unidos como lo suficientemente larga como para "salvar las apariencias".
Pablo Gari fue liberado en septiembre de 1972 y trasladado en avión a Panamá. En virtud de un acuerdo firmado en diciembre de 1972, Cuba entregó los dos cargueros a Panamá, que se comprometió a conservarlos como propiedad del gobierno panameño y a no devolverlos a sus propietarios en Miami: los barcos llegaron a Panamá en abril de 1973. José Torres fue sentenciado y encarcelado durante 3 años en Cuba, y salió de prisión en diciembre de 1974: se informó que su capacidad para regresar a los Estados Unidos no estaba clara. Se informó que un último miembro de la tripulación murió mientras estaba encarcelado en Cuba.

## Investigación e impacto
La comisión de Panamá encabezada por Jorge Illueca presentó su informe al gobierno panameño a finales de diciembre de 1971. Basándose en exámenes de los libros de registro de los barcos, la comisión concluyó que los barcos de hecho habían estado involucrados en llevar fuerzas insurgentes a territorio cubano, y que las afirmaciones del gobierno cubano al respecto eran precisas. Poco después de que la comisión presentara su informe, fuentes del gobierno panameño declararon que los barcos habían participado en ataques contra el gobierno de Cuba entre 1968 y 1969. Un estudio de caso del incidente en la revista de las fuerzas armadas estadounidenses The JAG Journal Manifestó que las acciones violentas denunciadas por parte del personal armado que transportaba el Leyla Express y el Johnny Express cumplían con la definición de piratería. Sin embargo, afirmó que dado que las acciones de los dos barcos tenían como objetivo derrocar al gobierno de Fidel Castro, constituyeron acciones políticas, por lo que no podían considerarse actos de piratería.
Las negociaciones llevadas a cabo por Manuel Antonio Noriega fueron la ayuda más sustancial que había brindado al gobierno federal de los Estados Unidos hasta ese momento; él y Omar Torrijos Herrera utilizarían el éxito de la misión como moneda de cambio en negociaciones posteriores con Estados Unidos. Jorden señaló que Noriega fue presentado a Fidel Castro a instancias de Estados Unidos, un hecho que John Dinges describió como irónico; Noriega tendría relaciones prolongadas con el gobierno de Castro, incluido el intercambio de inteligencia con él. En abril de 1972, como consecuencia del incidente del Johnny Express, Estados Unidos ordenó a todos sus buques de guerra en la región del Caribe que ayudaran a los barcos de cualquier país amigo de Estados Unidos, en caso de que fueran atacados por barcos cubanos.